# Dianthus webbianus
Dianthus webbianus är en nejlikväxtart som beskrevs av Filippo Parlatore. Dianthus webbianus ingår i släktet nejlikor, och familjen nejlikväxter. Inga underarter finns listade i Catalogue of Life.

## Bildgalleri

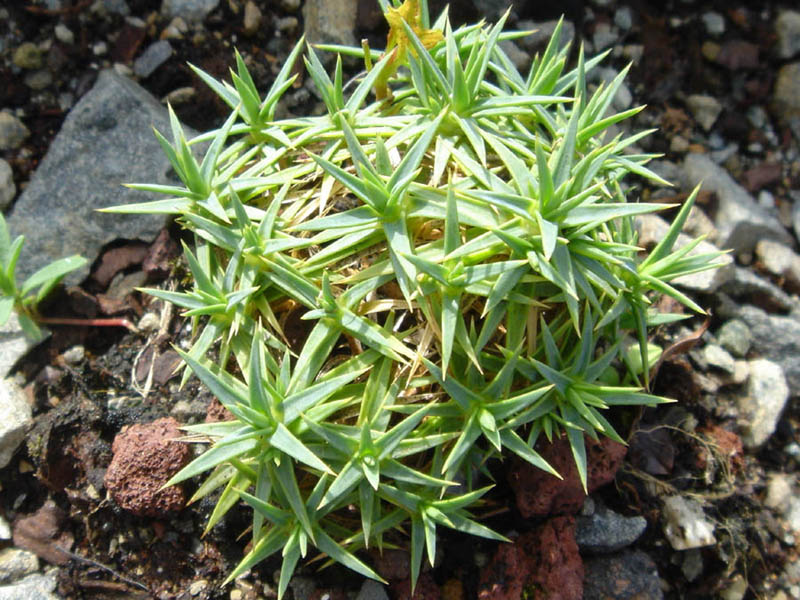
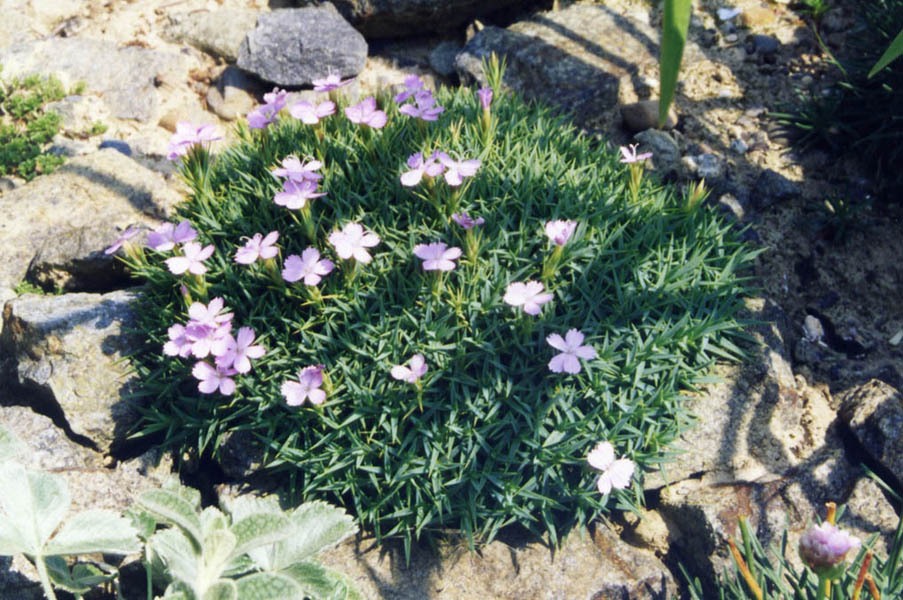
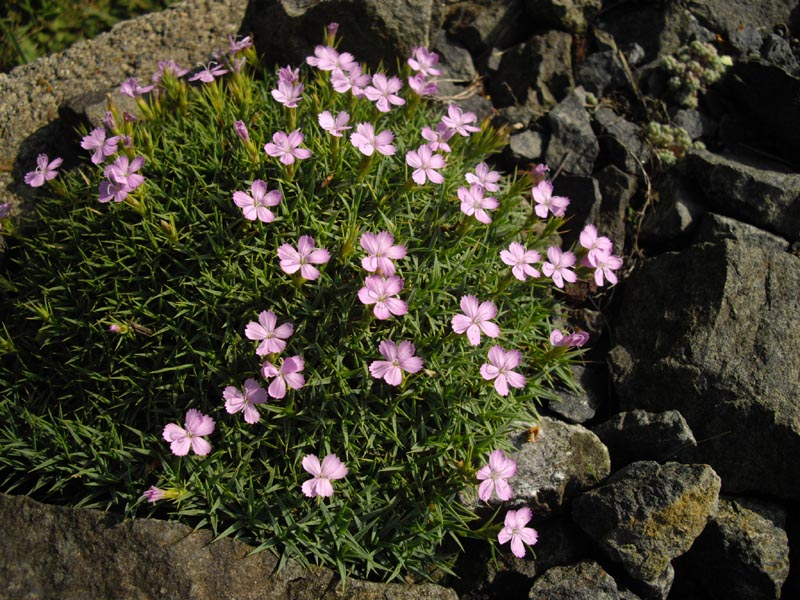
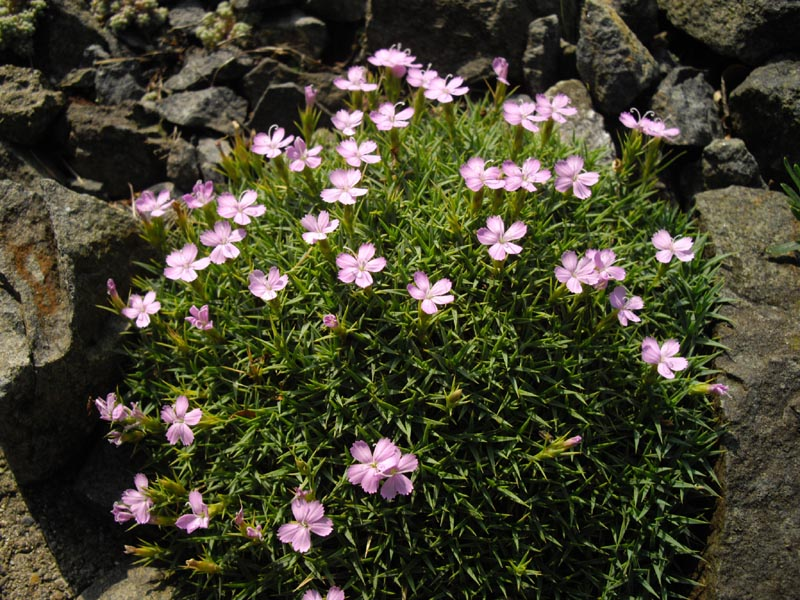
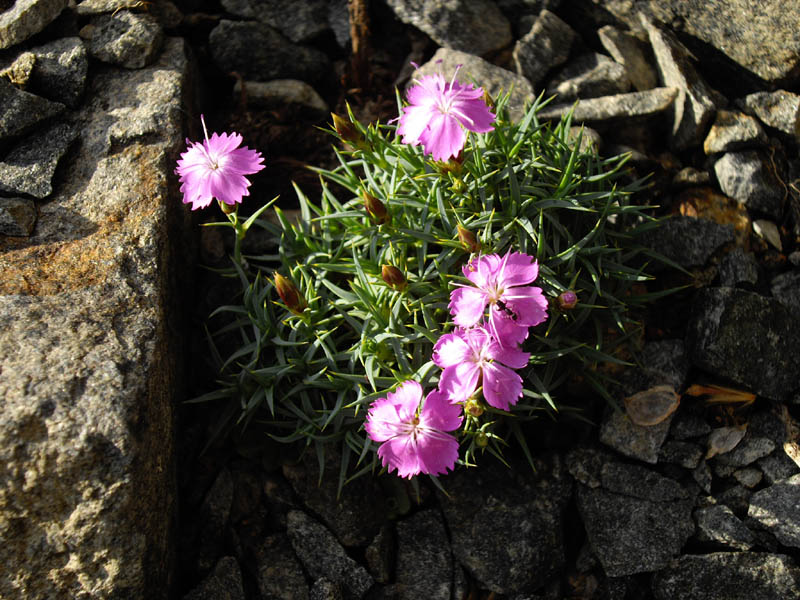
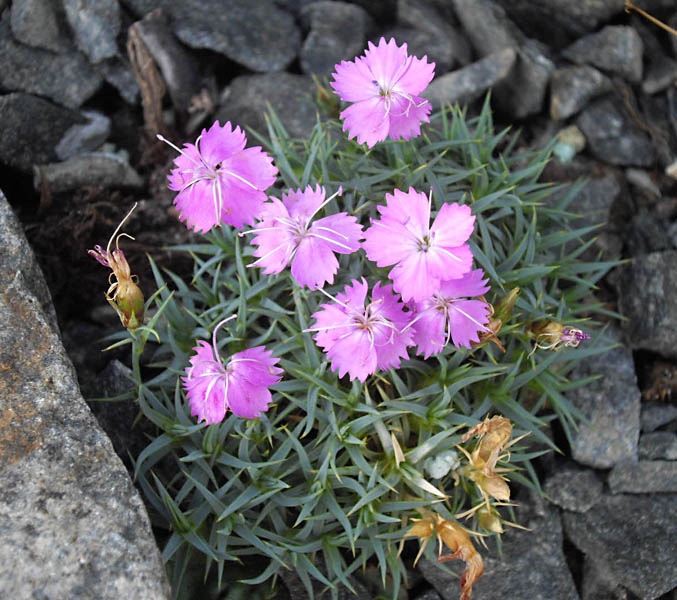